# Egidio Calloni
Egidio Calloni (Busto Arsizio, 1º dicembre 1952) è un ex calciatore italiano, di ruolo attaccante.

## Biografia
Originario di Dairago, terminata la carriera sportiva si è dedicato all'attività di rappresentante-ispettore per una nota azienda produttrice di gelati.
Il 12 luglio 2007 fu ricoverato in prognosi riservata all'ospedale San Biagio di Domodossola, vittima di un'ischemia cerebrale che lo aveva colpito mentre era alla guida della sua automobile che andò a schiantarsi contro un palo della luce; fu poi dimesso il 21 dello stesso mese.

## Carriera

### Giocatore

Calloni al Verona nella stagione 1978-1979

Cresciuto calcisticamente nelle giovanili dell'Inter, visse le prime esperienze da calciatore professionista nel Varese. La società lombarda lo mandò a fare esperienza nel Verbania, in Serie C, nell'annata 1971-1972, per poi riportarlo l'anno successivo alla base e promuoverlo tra i titolari, in Serie B; qui, nella stagione 1973-1974, con 16 gol — capocannoniere del torneo cadetto — fu tra i protagonisti di quella che rimane l'ultima promozione dei varesini in Serie A.
Le buone annate a Varese convinsero il Milan, nell'estate del 1974, ad acquistarlo per farne il proprio numero nove. Con la squadra meneghina disputò quattro campionati, realizzando 31 reti in 101 presenze e contribuendo attivamente alla conquista della Coppa Italia 1976-1977 — di cui fu peraltro il miglior marcatore (assieme al compagno di reparto Giorgio Braglia) — e al raggiungimento del terzo posto nel campionato del 1975-1976; lasciò tuttavia il ricordo di numerose imprecisioni sottorete, alcune clamorose, che gli valsero il famoso appellativo di Sciagurato Egidio, coniato dal giornalista Gianni Brera traendo spunto da un passo de I promessi sposi di Alessandro Manzoni sull'omonimo Egidio, seduttore della Monaca di Monza.
Conclusa l'esperienza milanista, continuò a militare in massima serie dapprima nel Verona, nell'annata 1978-1979, e poi nel Perugia, nel 1979-1980, in questo ultimo caso quale riserva di Paolo Rossi. Dopo un'esperienza al Palermo nella Serie B 1980-1981, nella quale rifilò una tripletta alla sua ex squadra rossonera e dove si rese autore di altre «callonate», ovvero facili reti sbagliate, ritornò in massima categoria nella stagione 1981-1982 con la maglia del Como. Concluse quindi la carriera nelle serie dilettantistiche.
Realizzò undici rigori su dodici tentativi tra il 1974 e il 1982.

### Dopo il ritiro
Ha allenato alcune società minori del verbano oltreché i bambini dei Piccoli Amici all'Oratorio San Vittore di Verbania.
A lui fu intitolata la trasmissione televisiva Lo sciagurato Egidio, trasmessa da TELE+ prima e da Sky dopo, presentata da Giorgio Porrà.

## Palmarès

### Club
- Coppa Italia: 1

Milan: 1976-1977

### Individuale
- Capocannoniere della Serie B: 1

1973-1974 (15 gol)
- Capocannoniere della Coppa Italia: 1

1976-1977 (6 gol, ex aequo con Giorgio Braglia)